# Toni Herreros Angrill
Toni Herreros Angrill (Ponts, 24 d'agost del 1972) és un esportista noguerenc que ha competit com a canoer d'eslàlom que competí en el C-1 esdeveniment a les olimpíades d'estiu d'Atlanta i Sydney.